# Élet a fagypont alatt
Az Élet a fagypont alatt (Life Below Zero° – Live Cold or Die Trying) 2013-től bemutatott, eddig (2020) összesen több mint 100 részes amerikai dokumentumfilm-sorozat.
A páros sorszámú, tavaszi évadokat (2 – 10) Az olvadás (The Thaw)  alcímmel mutatták be, de a magyar elektronikus műsorújságok és egyéb adatbázisok általában nem az eredeti évad és epizódszámozással tartják nyilván a részeket.
A sorozat néhány, Alaszka egymástól távol eső vidékén élő házaspár és néhány egyedül élő vadász, telepes  mindennapjait mutatja be. Életük apró eseményein keresztül követhetőek a sarkköri élet mindennapos nehézségei, veszélyei és szépségei. Egyesek kisvárosok közelében, mások több száz kilométerre a legközelebbi várostól sőt szomszédtól élnek. Télen némely vidékeken előfordul az 50-60 fokos hideg is.

## Állandó szereplők
- James Franzo narrátor
- Sue Aikens Kavikben egy tábor (a hivatalosan meteorológiai állomás Kavik River Camp) tulajdonosa, gondnoka és őre egy személyben 317 km-re a sarkkörtől északra, a Jeges-tenger (Beaufort-tenger) partjától 24 km-re délre. A sorozat indulásakor ötven körüli Sue[3] évente kilenc hónapot tölt teljesen egyedül, nyolcszáz kilométerre[4] a legközelebbi nagyobb településtől. Legközelebbi szomszédja is kb. 560 km-re délre él. Nyáron a tundrán átutazóknak, pilótáknak biztosít szállást, étkezést illetve üzemanyagot. 2018-ban Chena környékén vásárolt házat, és azt tervezi, hogy rendbehozása után ott tölti a telet. (Chena a sarkkörtől 168? km-re délre, Kavik-től 800 km-re délre fekszik.)
- A Hailstone család Noorvikban a sarkkörtől 30 km-re északra él. Chip (Edward) és Agnes Hailstone, valamint öt leánygyermekük. Tinmiaq a legidősebb és Iriqtaq (Idi), valamint kishúgaik Mary, Carol és Qutan. A két legidősebb gyermekük, fiúk, Doug (Douglas Carter) és Jon (Jonathon Carter) már saját családjukkal él. Jonnak egy kislánya van. Hailstone-ék a lányokkal februártól augusztusig Kiwalikban, Noorviktől 140 km-re dél-nyugatra sátoroznak. Kiwalik a sarkkörtől 60 km-re délre terül el. Chip a montanai Kalispellben élt, mielőtt Alaszkába költözött. Agnes viszont őslakos inupiat.
- Bassich-ék, azaz a Bassich házaspár, Andy Bassich és Kate Rorke-Bassich a Yukon mellett Calico Bluff-ban, Eagle-től 23 km-re, a sarkkörtől 195 km-re délre él. 25 szánhúzó kutyájuk van. Andy harminc éve él a Yukonnál. 22 éves korában érkezett Alaszkába Washington államból. Kenuval evezett le az Eagle folyón.[5] 2016-ban elváltak. Andy új barátnője Denise Becker.
- Erik Salitan a fiatal vadász, prémvadász és vadász kísérő Wisemanben, a sarkkörtől 99 km-re északra él a Brooks-hegység közelében. 10 éve jött Alaszkába. Felesége Martha Mae Salitan.[6]

Iliamna – Wisemantől 874 km-re délre.
- Jessie Holmes szánversenyző, Nenana. 33 éves és 13 éve él Alaszkában.[7] A sarkkörtől 220 km-re délre él. Pénzdíjas versenyeken indul, amelyek közül a legrangosabb az Iditarod. Alabamából költözött Alaszkába.[8] 2019 végén Jessie Nenanából Brushkanába, a sarkkörtől 370 km-re délre költözött.
- Glenn Villeneuve otthona Chandalar, a sarkkörtől 104 km-re északra a Brooks-hegységben van. Legközelebbi várostól 320 km-re lakik. Glenn 1999-ben költözött a Brooks hegységbe a vermonti Burlingtonból.[9]
- Ricko DeWilde[10] atapaszka származású. Téli ideiglenes otthona, tíz éve elhunyt szüleitől örökölt háza Husliában, a sarkkörtől 88 km-re délre fekszik. Élettársával öt gyermekük van. Ők a 60 km-re fekvő városban élnek ezalatt.[11] Az ő ellátásuk érdekében jár télen vadászni, halászni illetve csapdázni a környékre.

## Alkalmi szereplők
- Taj Shoemaker, Erik pilóta ismerőse[12]
- Terry Galylean, Sue pilóta ismerőse az üzemanyagszállító repülőgéppel.[13]
- Edward Kelly, Iriqtaq barátja
- Cody Allen, Bassich-ék tanítványa
- Bob Gill, Sue pilóta ismerőse
- Jeff Goodschalk, Hailstone-ék egyik szomszédja[14]
- Dirk Nickisch, Sue pilóta ismerőse[14]
- Erica, Agnes gyerekkori barátnője[15]
- Jeff Gross, az alaszkai Hal és Vadgazdálkodási Hatóság tisztviselője[15]
- Jesse Moore, Sue unokaöccse
- Rick Rabuse, Sue rokona
- Nikolai Beckmann Münchenből, aki Andyékhez jött nyaralni.
- Jerry Moto, Hailstone-ék ismerőse Deeringből, a falu vénje.
- Myles Thomas egy hidroplán pilótája, Glenn ismerőse
- David, Ricko nagybátyja,

## Tartalom
Az alaszkai, sarkköri élet kívülállók számára elképzelhetetlen nehézségekkel, veszélyekkel jár. Az orvosi segítség messzesége miatt sok ház körüli munka is veszélyes. Még inkább a vadonban magukban élő vadászok számára. De számtalan egyéb veszélytényezőt is ajánlott figyelembe venni és észben tartani. A nagytestű, emberre is veszélyes ragadozók, főleg medvék, grizzly, barna, fekete és jegesmedve, valamint a farkasok közelsége és állandó fenyegetése. Ezek mellett szinte már eltörpülnek a mérgező növények, a hideg, a befagyott folyók, tavak veszélyei. A közlekedés, eltévedés veszélyei. A nagy hidegben a hómobilok hajlamosak lerobbanni, a kutyaszán a legjobban nevelt kutyákkal is otthagyhatja a gazdáját a fagyos nagy alaszkai semmi kellős közepén. Szintén nagy veszélyforrások a befagyott folyók és tavak. Még a legnagyobb hidegben is amikor a kívülállók már bőven biztonságosnak hinnék a jég vastagságát. Az áramlás sok helyen elvékonyíthatja a jeget, és nem csak a beszakadás jelent életveszélyt, hanem már az is, ha a csizma átnedvesedik az ilyen hóval fedett kifolyásoktól a rettenetes hidegben. Hasonló veszélyt hordoz már az is, ha valaki a munkavégzés vagy egyéb tevékenység, hegymászás miatt óvatlanul leizzad a nagy hidegben.
A sorozat szereplői így számtalan hasznos praktikát, vadász és túlélési technikát mutatnak be az érdeklődőknek.
Főleg Chip, Andy és Erik gyakran emlegeti a kötöttségek nélküli élet szépségeit, hogy a saját maguk főnökei és hogy nem a boltban vásárolják az élelmet, hanem maguknak teremtenek elő mindent a természetből. A rövid nyár alatt kell felhalmozni elegendő élelmet a hosszú, 300 napos télre. A hús főként karibu és jávorszarvas vadászatával szerezhető be, de halat is bőségesen lehet fogni az alaszkai folyókban. A legnépszerűbb a lazac, de sok más fajta is őshonos Alaszka vizeiben. Ám az alaszkaiak nem finnyásak és akár a prémjéért vadászott, csapdázott pézsmapocokból is ízletes vacsorát rögtönöznek.
A sorozaton keresztül folyamatosan megfigyelhetők a klímaváltozás nyilvánvaló jelei is.
Nagyon érdekesek, figyelemre méltóak a vágóképek. Víz illetve jég alatti, légi, különleges szögekből, gyorsítva vagy egyéb érdekes módon, meglepő nézőpontból készített felvételek színesítik a történetet. Visszatérő motívum a sarki fény színes, szemet gyönyörködtető látványa.
Mély hóban nehéz a gyaloglás. Hótalpakkal sokkal kevésbé fárasztó ha valaki megtanulja és megfelelően begyakorolja a használatukat. Ma is gyakori, hagyományos közlekedési eszköz a kutyaszán. Naponta akár 100 km-t is megtehetnek vele. A sorozat több szereplője, Bassich-ék, Jessie Holmes és Cody Allen is használja ezt az ősi közlekedési eszközt. Modernebb közlekedési eszköz a havas tájon a motoros szán azaz a hómobil. Bizonyos távolságokra azonban csak repülőgéppel lehet eljutni ami azonban nagyon drága.
Vízen a kenu és a motorcsónak az általánosan használt közlekedési eszköz.
A helyiek különféle nagyobb munkagépekkel is rendelkeznek. Még traktor, buldózer is akad. De például Glenn idegenkedik a technika vívmányaitól, és szinte mindent a maga erejéből igyekszik megoldani. Egyetlen kivétel ez alól talán csak a korszerű, drága vadászpuskája. Favágáshoz is fejszét valamint egyszerű fűrészt használ. Illetve kisebb fák kivágásához motorosfűrész rövid láncát használja a rászerelt kézi fogantyúk segítségével.
A fűtést legtöbben a környékbeli kiszáradt, kidőlt vagy betegeskedő fákkal oldják meg. Többnyire igyekeznek ezeket felhasználni. Ép, egészséges fákat leginkább csak építkezésekhez vágnak ki. Sue Kavikban viszont olajjal fűt. Ő lakik legészakabbra jóval az erdőhatár fölött.
A kommunikáció kedvelt eszköze a közeli szomszédokkal a VHF kézi rádió adóvevő. De van mobiltelefon, televízió, rádió és internetkapcsolat is még a távoli Kavikban is.

## Epizódok
Lásd: Az Élet a fagypont alatt epizódjainak listája

## Hasonló
- Az alaszkai vadon gyermekei (amerikai természetfilm sorozat, 2018) Billy Brown feleségével és hét gyermekével saját szabályaik szerint élnek az alaszkai vadonban. Csak a természetre és egymásra kell ügyelniük. A modern világ vívmányai nélkül élnek önellátásra törekedve.
- Hegyi emberek (amerikai természetfilm sorozat, 2019) 11. rész Foggal-körömmel, HISTORY TV, Alaszka. Például a Kodiak-sziget is.
- Építkezés Alaszkában (négy? részes amerikai dokumentumfilm sorozat, 2015)
- Szélsőséges Alaszka, 12, (amerikai ismeretterjesztő film, 2017)
- Alaszka, a legvégső határ (amerikai dokumentumfilm sorozat, 2018)
- Aranyláz Alaszkában – vad vizeken (amerikai dokumentumfilm, 2019)
- Tóth Zsolt Marcell – Túl a sarkkörön
- Norvégia legszebb évszaka – A tél (Norway's Most Beautiful Season – Winter, német természetfilm, 2017, rendezte: Hilmar Rathjen, narrátor: Peter Bieringer) DIGI Life, 2019
- Jeges pokol Norvégiában, 12, (angol-norvég ismeretterjesztő filmsorozat, 2019)